# Bronisław Kaper
Bronisław Kaper (Warschau, 5 februari 1902 – Beverly Hills, 26 april 1983) was een Pools-Amerikaans componist.

## Levensloop
Bronisław Kaper werd in 1902 geboren in Warschau in een Joods gezin. Hij kon al piano spelen op 6-jarige leeftijd en stond destijds in Polen bekend als een wonderkind. Hij studeerde muziek aan het conservatorium van Warschau en tegelijkertijd rechten aan de universiteit van Warschau. Hij maakte zijn opleiding af in Berlijn.
In de jaren 20 en 30 schreef hij muziek, die hij voorstelde in Groot-Brittannië, Frankrijk en Duitsland. Onder het pseudoniem Benjamin Kapper schreef hij ook composities voor Duitse speelfilms. Na de machtsgreep van de nazi's vluchtte Kaper naar Frankrijk. In 1935 haalde de filmproducent Louis B. Mayer hem naar de Verenigde Staten. Daar spelde de migratiedienst zijn voornaam als Bronislau.
In de VS schreef Kaper meer dan 150 muziekcomposities. Tijdens zijn loopbaan als filmcomponist werd hij drie keer genomineerd voor de Oscar voor beste muziek en één keer voor de Oscar voor beste originele nummer. Als bekendste compositie van Kaper geldt de jazzstandard On Green Dolphin Street, die hij schreef voor de prent Green Dolphin Street (1947).
Hij stierf op 81-jarige leeftijd aan kanker.

## Filmografie (selectie)
- 1931: Die große Attraktion
- 1932: Skandal in der Parkstraße
- 1933: Tout pour l'amour
- 1940: I Take This Woman
- 1940: The Mortal Storm
- 1940: Comrade X
- 1941: Two-Faced Woman
- 1941: A Woman's Face
- 1941: When Ladies Meet
- 1941: H.M. Pulham, Esq.
- 1942: We Were Dancing
- 1942: The Affairs of Martha
- 1943: Above Suspicion
- 1943: Bataan
- 1943: The Cross of Lorraine
- 1944: Gaslight
- 1944: Mrs. Parkington
- 1946: The Stranger
- 1946: The Secret Heart
- 1947: Cynthia
- 1947: Green Dolphin Street
- 1948: B.F.'s Daughter
- 1948: Act of Violence
- 1949: The Great Sinner
- 1949: That Forsyte Woman
- 1951: Grounds for Marriage
- 1951: The Red Badge of Courage
- 1953: The Naked Spur
- 1953: Lili
- 1954: Them!
- 1954: Her Twelve Men
- 1955: The Prodigal
- 1955: The Glass Slipper
- 1955: The Adventures of Quentin Durward
- 1956: The Swan
- 1956: Somebody Up There Likes Me
- 1957: The Barretts of Wimpole Street
- 1957: Jet Pilot
- 1957: Don't Go Near the Water
- 1958: Auntie Mame
- 1958: The Brothers Karamazov
- 1959: Green Mansions
- 1959: The Scapegoat
- 1960: Home from the Hill
- 1960: BUtterfield 8
- 1961: Ada
- 1962: Mutiny on the Bounty
- 1964: Kisses for My President
- 1965: Lord Jim
- 1967: Tobruk
- 1967: The Way West
- 1968: Counterpoint
- 1968: A Flea in Her Ear